# Zone (jeu de rôle)
Pour les articles homonymes, voir Zone.
Zone est un jeu de rôle contemporain d'Éric Bouchaud, Marc Nunes et Nicolas Théry édité pour la première fois en 1988 et qui a connu deux éditions. Il s'agit du premier jeu de rôle édité par Siroz Productions.
Le jeu se déroule dans les banlieues des grandes villes françaises. L'ensemble tourne autour du folklore underground (caricaturé) : Punk, Skinhead, etc. Il arrive que les personnages soient confrontés à la délinquance et au banditisme. Toutefois, loin d'être sinistre, le jeu met l'accent sur l'humour. Ainsi, il est possible en combat de faire pitié à son adversaire, forme de défense extrêmement rare en jeu de rôle, surtout à l'époque où ce jeu est paru !
Une campagne, Zonequest, ainsi qu'une extension aux règles du jeu, Zone+, furent publiés pour ce jeu. Zone+ était livré avec, en cadeau, un disque vinyle 45 tours des Mouse Moment avec le titre Screaming satellites.
Un écran de jeu était aussi disponible (le « Zone Screen ») vendu avec un scénario nommé Britanicus Remake.